# Christian August Vulpius
Christian August Vulpius   (Weimar, 23 de gener de 1762 - Weimar, 25 de juny de 1827) va ser un novel·lista i dramaturg alemany. La seva germana es va casar amb el conegut escriptor alemany Johann Wolfgang von Goethe.
Fill d'un arxiver, el 1788 fou secretari del baró de Soden a Nuremberg i el 1797 passà a la Biblioteca de Weimar, la direcció de la qual li fou encarregada el 1805, mercès a la protecció de Goethe, que casà amb la seva germana Christine. Vulpius fou un escriptor de gran imaginació i facilitat d'estil i va compondre un gran nombre de llibrets d'òpera, novel·les, contes, etc. La seva obra més coneguda és una història de bandits, Rinaldo Rinaldini, der Rauberhauptman (Leipzig, 1797), de la que se'n va fer un gran nombre d'edicions i imitacions, havent estat traduïda a diversos idiomes.
A més, se li deu: Nikanor der Alte von Fronteja, continuació de l'anterior; Kuriositaeten der physisisch litterarisch artistisch-historisch Vor und Mitwelt, en 10 volums (Weimar, 1810/23). De 1817 a 1825 dirigí el periòdic Die Zeit.